# Różnoząb delikatny
Różnoząb delikatny (Cynodontium tenellum (Schimp.) Limpr.) – gatunek mchu należący do rodziny widłozębowatych (Dicranaceae). Występuje w Europie, Azji i Ameryce Północnej.

## Morfologia
PokrójRoślina niewielkich rozmiarów, dorasta do (0,5)1–2(3) cm wysokości.
LiścieDługości 2–3(3,5) mm, brzegi liścia lekko odgięte na krótkim odcinku lub prawie płaskie.

## Ochrona
Gatunek był objęty w Polsce ochroną ścisłą w latach 2004–2014. Od 2014 roku podlega ochronie częściowej.